# Blitar
Blitar ist eine Großstadt im südlichen Teil der Provinz Jawa Timur in Indonesien. Die Stadt liegt etwa 167 km südwestlich von Surabaya und 80 km westlich von Malang. Blitar ist berühmt als der Ort der Ruhestätte des ersten Präsidenten der Republik Indonesien, Sukarno.

## Geographie
Die Stadt Blitar liegt zwischen 8°02′ und 8°08′ s. Br. und 112°14′ und 112°28′ ö. L. im Süden der Provinz Jawa Timur am Fuße des Berges Kelud mit einer Höhe von 156 Metern über dem Meeresspiegel. Die Durchschnittstemperatur liegt zwischen 24 und 34 Grad Celsius. Blitar belegte zur Volkszählung 2020 Platz 28 der bevölkerungsreichsten Städte der Insel Jawa und Platz 76 aller indonesischen Städte..
Die Stadt Blitar ist verwaltungstechnisch in drei Distrikte (Kecamatan) aufgeteilt: Kepanjenkidul (45.271 Einw.), Sukorejo (54.097 Einw.) und Sananwetan (58.876 Einw.). Diese gliederten sich weiter in 21 Dörfer urbanen (städtischen) Charakters (Kelurahan) (Alle Einwohnerzahlen per Stand Ende 2021 basieren auf Fortschreibungen).

### Administrative Gliederung
| Code 2   | Kecamatan Distrikt | Fläche (km²) | Volkszählung 2020 1 | Volkszählung 2020 1 | Volkszählung 2020 1 | Anzahl der Kelurahan 6 | Kelurahan (Verwaltungssitz in kursiv)                                     |
| Code 2   | Kecamatan Distrikt | Fläche (km²) | Einwohner 3         | 0Dichte 40          | Sex Ratio 5         | Anzahl der Kelurahan 6 | Kelurahan (Verwaltungssitz in kursiv)                                     |
| -------- | ------------------ | ------------ | ------------------- | ------------------- | ------------------- | ---------------------- | ------------------------------------------------------------------------- |
| 35.72.01 | Kepanjenkidul000   | 10,50        | 41.679              | 3.969,4             | 97,8                | 7                      | Bendo, Kauman, Kepanjenkidul, Kepanjenlor, Ngadirejo, Sentul, Tanggung    |
| 35.72.02 | Sukorejo           | 9,92         | 51.998              | 5.241,7             | 100,4               | 7                      | Blitar, Karangsari, Sukorejo, Pakunden, Tanjungsari, Turi, Tlumpu         |
| 35.72.03 | Sananwetan         | 12,15        | 55.472              | 4.565,6             | 98,8                | 7                      | Bendogerit, Gedog, Karangtengah, Klampok, Plosokerep, Rembang, Sananwetan |
| 35.72    | Kota Blitar        | 32,57        | 149.149             | 4.579,3             | 99,1                | 21                     |                                                                           |

## Demographie
Ende 2021 hatte Blitar eine Einwohnerzahl von 158.244, wobei ein Frauenüberschuss bestand (79.424≠78.820). Die Bevölkerungsdichte betrug 4.755,4 Einwohner pro Quadratkilometer.
Ende 2021 gab es 92,21 % Muslime, 3,92 % Protestanten und 3,09 % Katholiken. Buddhisten, Hindus und andere Religionen blieben unter einem halben Prozent der Bevölkerung. Wie in ganz Indonesien üblich lag der Anteil der verheirateten Personen mit 46,08 % am höchsten, gefolgt von 44,3 % Ledigen. Geschieden waren 3,09 % und verwitwet 6,53 %.

## Geschichte
Der Legende nach regierten die Tataren aus Ostasien die Region Blitar, die zu diesem Zeitpunkt noch nicht Blitar hieß. Das Reich Majapahit wollte diese Region erobern und entsandte Nilasuwarna, um die Tartaren zu vertreiben. Durch Glück begünstigt befreite Nilasuwarna das Land von den Tataren. Für seine Verdienste erhielt er den Titel Herzog Aryo Blitar I, um später über das eroberte Gebiet zu herrschen. Er nannte das befreite Land Balitar, was so viel wie Abkehr der Tataren bedeutet. Es entwickelte sich jedoch einen Konflikt zwischen Aryo Blitar I und einem anderen Regenten, Ki Sengguruh Kinareja. Ein Grund war, dass Sengguruh die Frau Nilasuwarnas, Dewi Rayung Wulan, heiraten wollte. Aryo Blitar I trat zurück und Sengguruh bestieg den Thron mit dem Titel Herzog Aryo Blitar II. Ein erneuter Konflikt brach aus, als Aryo Blitar II von Joko Kandung, dem Sohn von Aryo Blitar I, niedergeschlagen wurde. Die folgende Herrschaft von Joko Kandung wurde durch die Ankunft der niederländischen Truppen gestoppt. Diese konnten den lang anhaltenden Konflikt um Blitar beenden.
Blitar wurde am 1. April 1906 als gemeente (Gemeinde) im Staatsblad van Nederlandsche Indie No. 150/1906 ausgerufen. Mit seinem Status als gemeente wurde in Blitar ein Stadtrat mit 13 Mitgliedern gebildet, der von der niederländisch-indischen Regierung eine Unterstützung von 11.850 Gulden erhielt. Für eine Weile hatte der Regierungsbezirksoberhaupt des nahe gelegenen Kediri die Position des Bürgermeisters inne.
Während der japanischen Besatzung wurde die Stadt als Blitar-shi bezeichnet.
Nach der Unabhängigkeit Indonesiens wurde Blitar als Kleinstadtgebiet mit einer Fläche von 16,1 km² ausgewiesen. In seiner Entwicklung wurde der Name der Stadt 1965 wieder in Gemeinde (Kotamadya)  Blitar geändert. Basierend auf einer Regierungsverordnung wurde die Fläche der Gemeinde Blitar 1985 auf 32,58 km² vergrößert und von einem auf drei Bezirke mit zwanzig Dörfern ausgebaut. Schließlich wurde 1999 der Name der Gemeinde Blitar in Stadt Blitar geändert.

## Persönlichkeiten
- FX Harsono (* 1949), Maler, Installations- und Performancekünstler
- Gatot Subiaktoro (* 1959), Polizeioffizier